# Maria Perveïeva
Maria Dmitrievna Perveïeva (russe : Мария Дмитриевна Первеева, née en 1879 à Zadonsk dans le gouvernement de Voronej et morte au plus tôt en 1934) est une militante du parti socialiste révolutionnaire, enseignante, députée à l'Assemblée constituante russe.

## Biographie
Maria Perveïeva est issue d'une famille de paysans. Elle a suivi les cours pédagogiques supérieurs, avec comme spécialité enseignante. Elle prend part à partir de 1894 à ces cercles d'auto-formation, et est arrêtée pour la première fois cette année, puis en 1901. Elle adhère aux organisations socialistes révolutionnaires de Valouïki.   
En 1905, avec A. I. Pelenkiny, R. I. Voudber et l'enseignant P. V. Goubovy, elle met en place des cercles révolutionnaires dans tout l'ouïezd, en organisant de nombreuses réunions illégales de paysans.  
En 1906, elle devient membre du Comité du parti socialiste révolutionnaire (SR) du gouvernement de Voronej. Elle s'occupe de la propagande parmi les paysans, et est alors à nouveau arrêtée, mais immédiatement libérée par les paysans. Elle émigre alors, puis revient en 1907 en Russie. En janvier 1907 elle rentre dans la commission paysanne du comité des SR de Voronej. Encore une fois arrêtée, elle est condamnée aux travaux forcés.
Lors de la révolution de 1917, elle est en exil à Irkoutsk. À l'automne 1917, elle est élue à l'Assemblée constituante russe sur la liste no 3 (socialistes révolutionnaires) du district électoral de Voronej. Elle est l'une des 10 femmes membres de cette assemblée, sur plus de 700 députés. 
Dans la période soviétique elle fait partie de la société des condamnés aux travaux forcés et des exilés politiques. Elle a passé au total 10 ans de sa vie dans les prisons tsaristes.